# Beatrice von Portugal
Beatrice von Portugal (portugiesisch Beatriz; * um 1347  in Coimbra; † 5. Juli 1381 in Ledesma) war eine Infantin von Portugal und Gräfin von Alburquerque.

## Leben
Beatrice war eine um 1347 illegitim geborene Tochter des späteren portugiesischen Königs Peter I. und der kastilischen Adligen Inês de Castro. 1354 gingen ihre Eltern eine heimliche Ehe ein, doch wurde ihre Mutter bereits 1355 auf Befehl König Alfons’ IV., des Vaters Peters I., ermordet. 1361 wurde Beatrice von ihrem Vater legitimiert und damit rechtmäßige Infantin.
Beatrices Halbbruder Ferdinand I. bestieg 1367 den portugiesischen Thron und führte 1372–1373 zum zweiten Mal einen unglücklichen Krieg gegen den kastilischen König Heinrich II. von Trastámara. Er musste den Frieden von Santarém (19. März 1373) schließen, der u. a. eine Verheiratung von Beatrice mit Heinrichs Bruder Sancho Alfonso von Kastilien, erstem Grafen von Alburquerque, vorsah. Aus dieser noch im März 1373 geschlossenen Ehe gingen zwei Kinder hervor:
- Fernando Sánchez, zweiter Graf von Alburquerque (* 1373, † 1385), fiel in der Schlacht von Aljubarrota
- Eleonore Urraca (* 1374, † 1435), Gattin des Königs Ferdinand I. von Aragon und Sizilien

Der Gemahl von Beatrice, Sancho Alfonso, starb bereits am 19. Februar 1374. Fünf Jahre später, 1379, begleitete Beatrice ihren Bruder, den Infanten Johann, als dieser wegen Intrigen der portugiesischen Königin Leonore Teles de Menezes ins Exil nach Kastilien ging. 1381 starb Beatrice im Alter von nur etwa 34 Jahren in Ledesma.